# Liste öffentlicher Kneipp-Anlagen in Sachsen-Anhalt
In der Liste öffentlicher Kneipp-Anlagen in Sachsen-Anhalt sind Kneipp-Anlagen in Sachsen-Anhalt aufgeführt. Sie ist primär nach Orten sortiert, unabhängig davon, ob es sich um Ortsteile, Gemeinden oder Städte handelt. Kneipp-Anlagen können laut Kneipp-Bund in Form von Wassertretanlagen oder Armbecken vorliegen und unterliegen grundsätzlich nicht der Trinkwasserverordnung. Kneipp-Anlagen werden häufig künstlich angelegt. Daneben gibt es in den natürlichen Verlauf von Fließgewässern eingebettete Wassertretstellen. Kneippen ist eine Behandlungsmethode der Hydrotherapie, die auf der Grundlage von Sebastian Kneipp angewendet wird. Hierbei wird in kaltem Wasser auf der Stelle geschritten. In Armbecken werden die Arme bis zur Mitte der Oberarme ins kalte Wasser getaucht. Der Artikel ist Teil der übergeordneten Liste öffentlicher Kneipp-Anlagen in Deutschland. Die Liste erhebt keinen Anspruch auf Vollständigkeit.

## Liste
Derzeit sind in Sachsen-Anhalt sieben öffentliche Kneipp-Anlagen erfasst (Stand: 10. Juli 2025):
| Bild | Ort              | Kreis                       | Beschreibung                                                 | ↴ Zufluss / ↳ Abfluss | Standort                               |
| --- | ---------------- | --------------------------- | ------------------------------------------------------------ | --------------------- | -------------------------------------- |
| Bild gesucht Die Wikipedia wünscht sich an dieser Stelle ein Bild vom Ort mit diesen Koordinaten 51.857557 12.045094 . Motiv: Kneipp-Anlage Aken Falls du dabei helfen möchtest, erklärt die Anleitung , wie das geht. BW             | Aken (Elbe)      | Landkreis Anhalt-Bitterfeld | Kneipp Wasser- und Gesundheitspark                           |                       | ⊙ Am Russendamm                        |
| (weitere Bilder) | Altenbrak        | Harz                        | Kneippbecken als Teil der Kleinsportanlage auf der Bodewiese | ↴↳ Bode               | ⊙                                      |
| (weitere Bilder) | Bad Bibra        | Burgenlandkreis             | Wassertretbecken am Badeplatz                                |                       | ⊙ zwischen Auenstraße und Kurpromenade |
| Bild gesucht Die Wikipedia wünscht sich an dieser Stelle ein Bild vom Ort mit diesen Koordinaten 51.133237 11.71997 . Motiv: Kneipp-Anlage Bad Kösen Falls du dabei helfen möchtest, erklärt die Anleitung , wie das geht. BW         | Bad Kösen        | Burgenlandkreis             | Kneipp-Anlage im Kurpark                                     |                       | ⊙ Unterer Kurpark                      |
| Bild gesucht Die Wikipedia wünscht sich an dieser Stelle ein Bild vom Ort mit diesen Koordinaten 51.681776 12.729441 . Motiv: Kneipp-Anlage Bad Schmiedeberg Falls du dabei helfen möchtest, erklärt die Anleitung , wie das geht. BW | Bad Schmiedeberg | Wittenberg                  | Kneipp-Anlage an der Moorküche                               |                       | ⊙ Kurpark Eilenburger Straße           |
| Bild gesucht Die Wikipedia wünscht sich an dieser Stelle ein Bild vom Ort mit diesen Koordinaten 51.58842 11.75505 . Motiv: Kneipp-Anlage Kloschwitz Falls du dabei helfen möchtest, erklärt die Anleitung , wie das geht. BW         | Kloschwitz       | Saalekreis                  | Kneipp-Anlage Kloschwitz                                     |                       | ⊙ Ankerstraße                          |
| Bild gesucht Die Wikipedia wünscht sich an dieser Stelle ein Bild vom Ort mit diesen Koordinaten 51.61268 11.93721 . Motiv: Kneipp-Anlage Krosigk Falls du dabei helfen möchtest, erklärt die Anleitung , wie das geht. BW            | Krosigk          | Saalekreis                  | Kneipp-Anlage am Mühlteich in Krosigk                        |                       | ⊙ Am Mühlteich                         |